# Аджамка (річка)
Аджа́мка — річка в Україні, в межах Суботцівської, Аджамської та Первозванівської сільських громад Кропивницького району Кіровоградської області, ліва притока Інгулу (басейн Південного Бугу).

## Етимологія назви
Назву виводять з турецької (перською «аджам» — перо), що цілком імовірно. Однак структурно-фонетичні особливості варіанту Аджинка (на базі якого сформувалася сучасна назва Аджамка), який походить від тюркького «гіркий», примушує вбачати гідронім із значенням «річка», вода якої гірчить, «зіпсована». Розвиток гідроніма Аджинка → проміжний варіант Аджимка → сучасна форма Аджамка пояснюється чергуванням голосних і синонімією прикметникових суфіксів -н- і -м-. Варіант Пікінерка пов'язаний з розміщенням у селі Аджамці з 1733 року пікінерського полку. Річку почали називати Пікінерською Аджамкою, або просто — Пікінеркою.

## Опис
Довжина — 47 км, площа водозбірного басейну — 288 км², похил річки 1,1 м/км, заплава завширшки до 300 м, річище у верхній течії звивисте, завширшки до 5 м. Використання річки технічне, сільськогосподарське; рибництво.
Здебільшого річка у природному стані, зарегульована ставами та невеликими водосховищами.

## Розташування

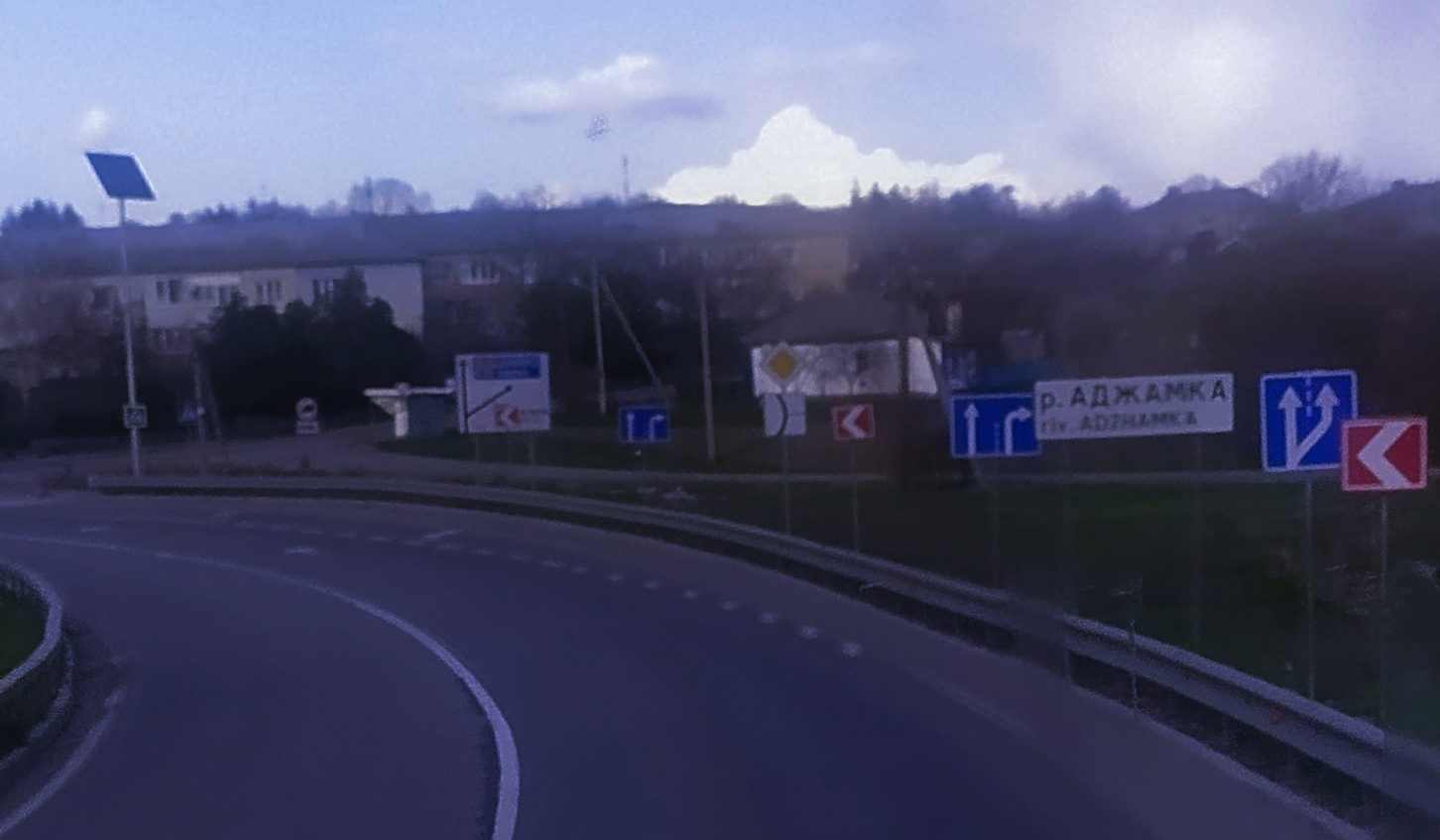
Річка Аджамка перетинає автошлях міжнародного значення

Річка Аджамка починається балками Лазаревською та Громадськоою біля південно-західного краю Чорного лісу, біля села Коханівки. Тече на південь, потім — на південний захід. Впадає до Інгулу біля села Калинівки.
Притоки: за матеріалами ХІХ століття, балки Головкова, Вершинопілля, Піщана, Реп'яхова та Лозуватка - більші праві притоки, на яких були ставки. Балки Мокра, що починається біля Чорного лісу, Глиняна, Головкова (Чорна) та Морданєва - ліві притоки зі ставками. Усіх притоків, що впадали в Аджамку з правого боку нарахували понад 24, з лівого - до 22 зліва. З-поміж усіх балок Лозуватка відрізнялася своєю багатоводністю; у ній було до 60 джерел, і вода взимку ніколи не замерзала.